# Oost Gelre
Oost Gelre is een gemeente in de regio Achterhoek in de Nederlandse provincie Gelderland. De gemeente heeft een oppervlakte van ca. 110 km² en een inwonertal van 29.971 per 1 januari 2024 (bron: CBS). De raadszaal bevindt zich in het stadhuis te Groenlo en het gemeentehuis staat in Lichtenvoorde.
Op 1 januari 2005 werden de gemeenten Groenlo en Lichtenvoorde samengevoegd. Ook de dorpen Mariënvelde en Zwolle werden in de nieuwe gemeente opgenomen. Mariënvelde maakte voordien deel uit van de gemeente Ruurlo en het dorpje Zwolle van de gemeente Eibergen. De officiële naam van de nieuwe gemeente werd "Groenlo" maar als officieuze werknaam werd aanvankelijk de naam "Groenlo-Lichtenvoorde" gebruikt. Per 1 januari 2006 gebruikte de gemeente Oost Gelre als werknaam en sinds 19 mei 2006 is deze naam officieel.

## Kernen
Eefsele, Groenlo (stadhuis/raadszaal), Harreveld, Lichtenvoorde (gemeentehuis), Lievelde, Mariënvelde, Vragender, Zieuwent, Zwolle.

### Topografie
Topografische gemeentekaart van Oost Gelre, per september 2022

## Zetelverdeling gemeenteraad
De gemeenteraad van Oost Gelre bestaat uit 21 zetels. Hieronder de behaalde zetels per partij bij de gemeenteraadsverkiezingen sinds 2006:
| Gemeenteraadszetels            | Gemeenteraadszetels | Gemeenteraadszetels | Gemeenteraadszetels | Gemeenteraadszetels | Gemeenteraadszetels |
| Partij                         | 2005                | 2010                | 2014                | 2018                | 2022                |
| ------------------------------ | ------------------- | ------------------- | ------------------- | ------------------- | ------------------- |
| CDA                            | 10                  | 7                   | 7                   | 7                   | 7                   |
| OOG                            | 4                   | 4                   | 5                   | 5                   | 6                   |
| VVD                            | 5                   | 9                   | 4                   | 5                   | 5                   |
| PvdA                           | 3                   | 2                   | 2                   | 2                   | 1                   |
| Nieuwe Liberalen Oost Gelre    | -                   | -                   | 2                   | 1                   | 1                   |
| Onafhankelijke Lijst Wallerbos | -                   | -                   | -                   | -                   | 1                   |
| Democraten Oost Gelre          | -                   | -                   | -                   | -                   | -                   |
| Groenlinks                     | -                   | -                   | -                   | -                   | -                   |
| D66                            | 1                   | 1                   | 1                   | 1                   | -                   |
| Totaal                         | 23                  | 23                  | 21                  | 21                  | 21                  |

## Aangrenzende gemeenten
| Aangrenzende gemeenten | Aangrenzende gemeenten | Aangrenzende gemeenten | Aangrenzende gemeenten | Aangrenzende gemeenten |
| ---------------------- | ---------------------- | ---------------------- | ---------------------- | ---------------------- |
|                        |                        | Berkelland             |                        | Vreden (D)             |
|                        |                        |                        |                        |                        |
| Bronckhorst            |                        |                        |                        |                        |
|                        |                        |                        |                        |                        |
| Oude IJsselstreek      |                        | Aalten                 |                        | Winterswijk            |

## Monumenten
In de gemeente zijn er een aantal rijksmonumenten en oorlogsmonumenten, zie:
- Lijst van rijksmonumenten in Oost Gelre
- Lijst van gemeentelijke monumenten in Oost Gelre
- Lijst van oorlogsmonumenten in Oost Gelre

### Kunst in de openbare ruimte
In de gemeente zijn diverse beelden, sculpturen en objecten geplaatst in de openbare ruimte, zie:
- Lijst van beelden in Oost Gelre

Hoofdplaats: Lichtenvoorde      Stad: Groenlo

Dorpen: Harreveld · Lievelde · Mariënvelde · Vragender · Zieuwent     
Buurtschappen: Eefsele · 't Rolder · De Schutterij · Tuute · Zwolle

Voormalige gemeenten: Groenlo · Lichtenvoorde

Gelderland · Steden en dorpen in Gelderland      Nederland · Provincies van Nederland · Gemeenten
Aalten · Apeldoorn · Arnhem · Barneveld · Berg en Dal · Berkelland · Beuningen · Bronckhorst · Brummen · Buren · Culemborg · Doesburg · Doetinchem · Druten · Duiven · Ede · Elburg · Epe · Ermelo · Harderwijk · Hattem · Heerde · Heumen · Lingewaard · Lochem · Maasdriel · Montferland · Neder-Betuwe · Nijkerk · Nijmegen · Nunspeet · Oldebroek · Oost Gelre · Oude IJsselstreek · Overbetuwe · Putten · Renkum · Rheden · Rozendaal · Scherpenzeel · Tiel · Voorst · Wageningen · West Betuwe · West Maas en Waal · Westervoort · Wijchen · Winterswijk · Zaltbommel · Zevenaar · Zutphen
Steden en dorpen · Voormalige gemeenten · Nederland: Provincies · Gemeenten